# Bidam
Bidam (hangeul: 비담, hanja: 毗曇; ... – 17 gennaio 647 secondo il calendario lunare) è stato un politico coreano.
Rivestì la carica governativa più alta nel concilio Hwabaek, quella di sangdaedeung (상대등), durante il regno della regina Seondeok di Silla. I dettagli sulla sua nascita e i suoi successi sono vagamente noti poiché non registrati, ma si crede che provenisse dalla famiglia reale e che il suo cognome fosse Kim.
È noto per aver condotto, nel 647, una rivolta contro la regina Seondeok sostenendo che "le donne non possono governare il paese" (女主不能善理). Riunì i suoi soldati sul monte Myeonghwalsan per attaccare Wolseong-dong, Gyeongju, dove alloggiava la sovrana. Vedendo passare una cometa diretta verso la cittadina, spronò i suoi uomini sostenendo che si trattasse di un segno premonitore annunciante la caduta di Seondeok; venuto a conoscenza di questo fatto, Kim Yushin dell'esercito lealista attaccò una bambola ad un aquilone, lo incendiò e lo inviò in cielo, affermando che la stella fosse tornata al suo posto. Rinvigorito, l'esercito lealista riuscì a sconfiggere quello di Bidam in un'unica battaglia. Il generale Yeom Jang dichiarò che, dieci giorni dopo i tumulti, il 17 gennaio, Bidam e trenta dei suoi uomini furono fatti giustiziare dalla regina Jindeok (Seondeok era morta nel frattempo, l'8 gennaio, in circostanze e per cause sconosciute).
È considerato il più grande ribelle nella storia di Silla.

## Altri media
In televisione, Bidam è stato interpretato da:
- Choi Byung-hak in Samgukgi (1992-1993).
- Kim Nam-gil in Seondeok yeo-wang (2009). Nella serie è un alleato di Deokman (in seguito la regina Seondeok), della quale è innamorato, e, in segreto, il figlio abbandonato della dama Mishil e di re Jinji; è inoltre dipinto come un sociopatico.
- Choi Cheol-ho in Dae-wang-ui kkum (2012)